# Won Ok-im
Won Ok-Im (6 de novembro de 1986) é uma judoca norte-coreana. 
Foi medalhista olímpica, obtendo um bronze em Judô nos Jogos Olímpicos de Verão de 2008, Pequim.